# Zakopaný romance
Zakopaný romance jsou písničkové album bubeníka skupiny Olympic Martina Vajgla, na které zařadil skladby z různých časových období. Martin Vajgl je nejen autorem všech písní, ale i jejich interpret. Album vzniklo jako průřez různých časových období, některé skladby jsou z nikdy nerealizovaných demosnímků, jiné dopsal při přípravě alba.
Pro koncertní podobu písní přizval Martin Vajgl ke své doprovodné kapele mladé rockerky. Pod názvem Zakopaný romance představil album 11. října 2017 v pražském kinu Mat.

## Seznam skladeb
| Pořadí | Název              | Délka |
| ------ | ------------------ | ----- |
| 1.     | Intro              | 0:06  |
| 2.     | Na hranici se vším | 3:03  |
| 3.     | Netopýr            | 3:22  |
| 4.     | Nápis křídou       | 4:38  |
| 5.     | Divný zvíře        | 6:28  |
| 6.     | Karineia           | 3:51  |
| 7.     | Přímý zásah        | 1:53  |
| 8.     | Čaroděj dým        | 2:46  |
| 9.     | Větru zprávu dej   | 4:33  |
| 10.    | Chmury             | 3:05  |
| 11.    | Zakopaný romance   | 4:24  |
| 12.    | Klíč               | 2:55  |

## Obsazení
- Martin Vajgl – kytara , klávesy , basová kytara , bicí , zpěv, sbory
- Norbi Kovács – kytara , ukulele
- Jan Hradec – kytara
- Hana Kostelecká – zpěv
- Monika Řepová – zpěv
- Aneta Martínková – zpěv